# Eleições legislativas portuguesas de 2022 no distrito de Beja
| Eleições legislativas portuguesas de 2022 Distritos: Aveiro \| Beja \| Braga \| Bragança \| Castelo Branco \| Coimbra \| Évora \| Faro \| Guarda \| Leiria \| Lisboa \| Portalegre \| Porto \| Santarém \| Setúbal \| Viana do Castelo \| Vila Real \| Viseu \| Açores \| Madeira \| Estrangeiro |

## Resultados por concelho
Os resultados nos concelhos do Distrito de Beja foram os seguintes:

### Aljustrel
| Partido                 | Partido                        | Votos | %               | +/-  |
| ----------------------- | ------------------------------ | ----- | --------------- | ---- |
|                         | Partido Socialista             | 2 172 | 46,36 / 100,00  | 6,38 |
|                         | Coligação Democrática Unitária | 1 319 | 28,15 / 100,00  | 5,88 |
|                         | CHEGA                          | 368   | 7,85 / 100,00   | 6,41 |
|                         | Partido Social Democrata       | 367   | 7,83 / 100,00   | 1,58 |
|                         | Bloco de Esquerda              | 185   | 3,95 / 100,00   | 4,77 |
|                         | Iniciativa Liberal             | 51    | 1,09 / 100,00   | 0,95 |
|                         | Outros (com menos de 1,00%)    | 141   | 3,01 / 100,00   |      |
| Votos Inválidos         | Votos Inválidos                | 82    | 1,75 / 100,00   | 1,13 |
| Total                   | Total                          | 4 685 | 100,00 / 100,00 |      |
| Eleitorado/Participação | Eleitorado/Participação        | 7 905 | 59,27 / 100,00  | 5,44 |

| Freguesia                  | %     | %     | %    | %    | %    | %    | Votantes |
| Freguesia                  | PS    | CDU   | CH   | PSD  | BE   | IL   | Votantes |
| -------------------------- | ----- | ----- | ---- | ---- | ---- | ---- | -------- |
| Freguesia                  |       |       |      |      |      |      | Votantes |
| Aljustrel e Rio de Moinhos | 43,83 | 29,44 | 7,38 | 8,60 | 4,40 | 1,16 | 3 023    |
| Ervidel                    | 46,65 | 29,71 | 7,32 | 8,16 | 2,93 | 1,67 | 478      |
| Messejana                  | 49,33 | 27,78 | 8,22 | 6,22 | 3,56 | 0,22 | 450      |
| São João de Negrilhos      | 54,77 | 22,07 | 9,95 | 5,45 | 3,00 | 0,95 | 734      |
| Aljustrel                  | 46,36 | 28,15 | 7,85 | 7,83 | 3,95 | 1,09 | 4 685    |

### Almodôvar
| Partido                 | Partido                        | Votos | %               | +/-  |
| ----------------------- | ------------------------------ | ----- | --------------- | ---- |
|                         | Partido Socialista             | 1 809 | 52,83 / 100,00  | 4,34 |
|                         | Partido Social Democrata       | 712   | 20,79 / 100,00  | 2,49 |
|                         | CHEGA                          | 317   | 9,26 / 100,00   | 8,38 |
|                         | Coligação Democrática Unitária | 181   | 5,29 / 100,00   | 3,83 |
|                         | Bloco de Esquerda              | 154   | 4,50 / 100,00   | 7,33 |
|                         | Iniciativa Liberal             | 53    | 1,55 / 100,00   | 1,12 |
|                         | Outros (com menos de 1,00%)    | 106   | 3,10 / 100,00   |      |
| Votos Inválidos         | Votos Inválidos                | 92    | 2,69 / 100,00   | 0,88 |
| Total                   | Total                          | 3 424 | 100,00 / 100,00 |      |
| Eleitorado/Participação | Eleitorado/Participação        | 6 122 | 55,93 / 100,00  | 3,38 |

| Freguesia                        | %     | %     | %     | %    | %    | %    | Votantes |
| Freguesia                        | PS    | PSD   | CH    | CDU  | BE   | IL   | Votantes |
| -------------------------------- | ----- | ----- | ----- | ---- | ---- | ---- | -------- |
| Freguesia                        |       |       |       |      |      |      | Votantes |
| Aldeia dos Fernandes             | 56,55 | 21,38 | 5,52  | 7,24 | 4,48 | 0,69 | 290      |
| Almodôvar                        | 50,58 | 21,65 | 10,28 | 5,11 | 4,76 | 1,85 | 1 995    |
| Rosário                          | 50,17 | 16,61 | 11,07 | 7,27 | 6,57 | 2,08 | 289      |
| Santa Clara-a-Nova e Gomes Aires | 53,05 | 20,30 | 9,39  | 4,82 | 3,81 | 1,52 | 394      |
| Santa Cruz                       | 63,67 | 16,19 | 6,12  | 5,04 | 2,88 | 0,72 | 278      |
| São Barnabé                      | 58,99 | 25,28 | 5,62  | 2,25 | 2,25 | 0    | 178      |
| Almodôvar                        | 52,83 | 20,79 | 9,26  | 5,29 | 4,50 | 1,55 | 3 424    |

### Alvito
| Partido                 | Partido                        | Votos | %               | +/-  |
| ----------------------- | ------------------------------ | ----- | --------------- | ---- |
|                         | Partido Socialista             | 486   | 43,39 / 100,00  | 5,70 |
|                         | Partido Social Democrata       | 189   | 16,88 / 100,00  | 2,70 |
|                         | Coligação Democrática Unitária | 161   | 14,37 / 100,00  | 7,21 |
|                         | CHEGA                          | 146   | 13,04 / 100,00  | 8,28 |
|                         | Bloco de Esquerda              | 41    | 3,66 / 100,00   | 4,24 |
|                         | Iniciativa Liberal             | 27    | 2,41 / 100,00   | 1,90 |
|                         | Outros (com menos de 1,00%)    | 41    | 3,66 / 100,00   |      |
| Votos Inválidos         | Votos Inválidos                | 29    | 2,59 / 100,00   | 1,76 |
| Total                   | Total                          | 1 120 | 100,00 / 100,00 |      |
| Eleitorado/Participação | Eleitorado/Participação        | 1 893 | 59,17 / 100,00  | 7,30 |

| Freguesia            | %     | %     | %     | %     | %    | %    | Votantes |
| Freguesia            | PS    | PSD   | CDU   | CH    | BE   | IL   | Votantes |
| -------------------- | ----- | ----- | ----- | ----- | ---- | ---- | -------- |
| Freguesia            |       |       |       |       |      |      | Votantes |
| Alvito               | 36,75 | 20,03 | 16,56 | 13,58 | 4,80 | 2,65 | 604      |
| Vila Nova da Baronia | 51,16 | 13,18 | 11,82 | 12,40 | 2,33 | 2,13 | 516      |
| Alvito               | 43,39 | 16,88 | 14,37 | 13,04 | 3,66 | 2,41 | 1 120    |

### Barrancos
| Partido                 | Partido                        | Votos | %               | +/-  |
| ----------------------- | ------------------------------ | ----- | --------------- | ---- |
|                         | Partido Socialista             | 296   | 42,11 / 100,00  | 2,44 |
|                         | Coligação Democrática Unitária | 145   | 20,63 / 100,00  | 2,90 |
|                         | Partido Social Democrata       | 117   | 16,64 / 100,00  | 4,57 |
|                         | CHEGA                          | 82    | 11,66 / 100,00  | 9,40 |
|                         | Bloco de Esquerda              | 15    | 2,13 / 100,00   | 5,26 |
|                         | Iniciativa Liberal             | 9     | 1,28 / 100,00   | 1,28 |
|                         | CDS – Partido Popular          | 9     | 1,28 / 100,00   | 4,90 |
|                         | Outros (com menos de 1,00%)    | 11    | 1,56 / 100,00   |      |
| Votos Inválidos         | Votos Inválidos                | 19    | 2,71 / 100,00   | 1,82 |
| Total                   | Total                          | 703   | 100,00 / 100,00 |      |
| Eleitorado/Participação | Eleitorado/Participação        | 1 296 | 54,24 / 100,00  | 4,39 |

| Freguesia | %     | %     | %     | %     | %    | %    | %    | Votantes |
| Freguesia | PS    | CDU   | PSD   | CH    | BE   | IL   | CDS  | Votantes |
| --------- | ----- | ----- | ----- | ----- | ---- | ---- | ---- | -------- |
| Freguesia |       |       |       |       |      |      |      | Votantes |
| Barrancos | 42,11 | 20,63 | 16,64 | 11,66 | 2,13 | 1,28 | 1,28 | 703      |
| Barrancos | 42,11 | 20,63 | 16,64 | 11,66 | 2,13 | 1,28 | 1,28 | 703      |

### Beja
| Partido                 | Partido                        | Votos  | %               | +/-  |
| ----------------------- | ------------------------------ | ------ | --------------- | ---- |
|                         | Partido Socialista             | 6 264  | 39,26 / 100,00  | 3,84 |
|                         | Partido Social Democrata       | 3 034  | 19,02 / 100,00  | 3,18 |
|                         | Coligação Democrática Unitária | 2 983  | 18,70 / 100,00  | 4,41 |
|                         | CHEGA                          | 1 696  | 10,63 / 100,00  | 8,04 |
|                         | Bloco de Esquerda              | 613    | 3,84 / 100,00   | 6,13 |
|                         | Iniciativa Liberal             | 403    | 2,53 / 100,00   | 1,92 |
|                         | Pessoas–Animais–Natureza       | 181    | 1,13 / 100,00   | 1,07 |
|                         | CDS – Partido Popular          | 163    | 1,02 / 100,00   | 1,56 |
|                         | Outros (com menos de 1,00%)    | 328    | 2,05 / 100,00   |      |
| Votos Inválidos         | Votos Inválidos                | 289    | 1,81 / 100,00   | 2,36 |
| Total                   | Total                          | 15 954 | 100,00 / 100,00 |      |
| Eleitorado/Participação | Eleitorado/Participação        | 28 750 | 55,49 / 100,00  | 2,01 |

| Freguesia                                | %     | %     | %     | %     | %    | %    | %    | %    | Votantes |
| Freguesia                                | PS    | PSD   | CDU   | CH    | BE   | IL   | PAN  | CDS  | Votantes |
| ---------------------------------------- | ----- | ----- | ----- | ----- | ---- | ---- | ---- | ---- | -------- |
| Freguesia                                |       |       |       |       |      |      |      |      | Votantes |
| Albernoa e Trindade                      | 46,28 | 14,10 | 23,67 | 5,32  | 3,46 | 1,60 | 1,06 | 0,80 | 376      |
| Baleizão                                 | 35,46 | 4,96  | 38,77 | 7,80  | 7,80 | 0,47 | 0    | 0,47 | 423      |
| Beja (Salvador e Santa Maria da Feira)   | 38,14 | 20,71 | 16,13 | 11,66 | 4,16 | 2,93 | 1,42 | 0,89 | 4 717    |
| Beja (Santiago Maior e São João Batista) | 35,34 | 24,81 | 16,10 | 10,34 | 3,87 | 3,28 | 1,14 | 1,23 | 6 647    |
| Beringel                                 | 47,15 | 16,11 | 18,12 | 11,24 | 2,68 | 1,34 | 0    | 0,84 | 596      |
| Cabeça Gorda                             | 49,04 | 4,38  | 28,02 | 9,46  | 2,45 | 0,18 | 1,75 | 1,75 | 571      |
| Nossa Senhora das Neves                  | 46,37 | 8,20  | 24,06 | 10,62 | 2,82 | 1,21 | 1,48 | 0,27 | 744      |
| Salvada e Quintos                        | 49,60 | 8,05  | 25,12 | 9,34  | 2,25 | 0,48 | 1,29 | 0,48 | 621      |
| Santa Clara de Louredo                   | 42,81 | 7,34  | 34,86 | 7,65  | 1,83 | 1,53 | 0,61 | 0,92 | 327      |
| Santa Vitória e Mombeja                  | 46,78 | 7,88  | 25,06 | 10,74 | 4,06 | 0,95 | 0,48 | 1,19 | 419      |
| São Matias                               | 49,59 | 6,97  | 11,89 | 16,80 | 6,56 | 1,64 | 0    | 2,05 | 244      |
| Trigaches e São Brissos                  | 44,98 | 10,41 | 17,84 | 13,75 | 3,72 | 1,86 | 0,37 | 0,37 | 269      |
| Beja                                     | 39,26 | 19,02 | 18,70 | 10,63 | 3,84 | 2,53 | 1,13 | 1,02 | 15 954   |

### Castro Verde
| Partido                 | Partido                        | Votos | %               | +/-  |
| ----------------------- | ------------------------------ | ----- | --------------- | ---- |
|                         | Partido Socialista             | 1 579 | 45,13 / 100,00  | 3,74 |
|                         | Coligação Democrática Unitária | 721   | 20,61 / 100,00  | 4,34 |
|                         | Partido Social Democrata       | 468   | 13,38 / 100,00  | 3,32 |
|                         | CHEGA                          | 264   | 7,55 / 100,00   | 6,60 |
|                         | Bloco de Esquerda              | 192   | 5,49 / 100,00   | 5,40 |
|                         | Iniciativa Liberal             | 79    | 2,26 / 100,00   | 1,69 |
|                         | Pessoas–Animais–Natureza       | 46    | 1,31 / 100,00   | 0,93 |
|                         | Outros (com menos de 1,00%)    | 86    | 2,46 / 100,00   |      |
| Votos Inválidos         | Votos Inválidos                | 64    | 1,83 / 100,00   | 1,72 |
| Total                   | Total                          | 3 499 | 100,00 / 100,00 |      |
| Eleitorado/Participação | Eleitorado/Participação        | 6 092 | 57,44 / 100,00  | 2,74 |

| Freguesia                | %     | %     | %     | %    | %    | %    | %    | Votantes |
| Freguesia                | PS    | CDU   | PSD   | CH   | BE   | IL   | PAN  | Votantes |
| ------------------------ | ----- | ----- | ----- | ---- | ---- | ---- | ---- | -------- |
| Freguesia                |       |       |       |      |      |      |      | Votantes |
| Castro Verde e Casével   | 43,89 | 18,47 | 14,75 | 8,15 | 6,17 | 2,72 | 1,55 | 2 577    |
| Entradas                 | 42,67 | 27,69 | 13,68 | 6,19 | 2,28 | 0,98 | 0,65 | 307      |
| Santa Bárbara de Padrões | 52,32 | 25,83 | 6,18  | 5,96 | 4,86 | 1,10 | 0,66 | 453      |
| São Marcos da Ataboeira  | 49,38 | 26,54 | 11,11 | 4,94 | 2,47 | 0,62 | 0,62 | 162      |
| Castro Verde             | 45,13 | 20,61 | 13,38 | 7,55 | 5,49 | 2,26 | 1,31 | 3 499    |

### Cuba
| Partido                 | Partido                        | Votos | %               | +/-  |
| ----------------------- | ------------------------------ | ----- | --------------- | ---- |
|                         | Partido Socialista             | 882   | 40,61 / 100,00  | 0,93 |
|                         | Coligação Democrática Unitária | 593   | 27,30 / 100,00  | 3,90 |
|                         | Partido Social Democrata       | 289   | 13,31 / 100,00  | 4,19 |
|                         | CHEGA                          | 207   | 9,53 / 100,00   | 7,91 |
|                         | Bloco de Esquerda              | 55    | 2,53 / 100,00   | 4,00 |
|                         | Iniciativa Liberal             | 25    | 1,15 / 100,00   | 0,59 |
|                         | Outros (com menos de 1,00%)    | 71    | 3,28 / 100,00   |      |
| Votos Inválidos         | Votos Inválidos                | 50    | 2,31 / 100,00   | 1,16 |
| Total                   | Total                          | 2 172 | 100,00 / 100,00 |      |
| Eleitorado/Participação | Eleitorado/Participação        | 3 677 | 59,07 / 100,00  | 1,90 |

| Freguesia        | %     | %     | %     | %     | %    | %    | Votantes |
| Freguesia        | PS    | CDU   | PSD   | CH    | BE   | IL   | Votantes |
| ---------------- | ----- | ----- | ----- | ----- | ---- | ---- | -------- |
| Freguesia        |       |       |       |       |      |      | Votantes |
| Cuba             | 38,36 | 25,78 | 16,10 | 9,68  | 2,83 | 1,59 | 1 447    |
| Faro do Alentejo | 43,01 | 35,31 | 5,94  | 11,89 | 1,05 | 0    | 286      |
| Vila Alva        | 50,24 | 26,07 | 11,37 | 4,27  | 1,90 | 0    | 211      |
| Vila Ruiva       | 42,98 | 28,07 | 6,58  | 10,53 | 3,07 | 0,88 | 228      |
| Cuba             | 40,61 | 27,30 | 13,31 | 9,53  | 2,53 | 1,15 | 2 172    |

### Ferreira do Alentejo
| Partido                 | Partido                        | Votos | %               | +/-  |
| ----------------------- | ------------------------------ | ----- | --------------- | ---- |
|                         | Partido Socialista             | 1 668 | 48,53 / 100,00  | 4,17 |
|                         | Coligação Democrática Unitária | 576   | 16,76 / 100,00  | 5,23 |
|                         | Partido Social Democrata       | 456   | 13,27 / 100,00  | 2,14 |
|                         | CHEGA                          | 355   | 10,33 / 100,00  | 8,86 |
|                         | Bloco de Esquerda              | 163   | 4,74 / 100,00   | 4,95 |
|                         | Iniciativa Liberal             | 40    | 1,16 / 100,00   | 0,80 |
|                         | Outros (com menos de 1,00%)    | 116   | 3,38 / 100,00   |      |
| Votos Inválidos         | Votos Inválidos                | 63    | 1,83 / 100,00   | 1,67 |
| Total                   | Total                          | 3 437 | 100,00 / 100,00 |      |
| Eleitorado/Participação | Eleitorado/Participação        | 6 371 | 53,95 / 100,00  | 2,85 |

| Freguesia               | %     | %     | %     | %     | %    | %    | Votantes |
| Freguesia               | PS    | CDU   | PSD   | CH    | BE   | IL   | Votantes |
| ----------------------- | ----- | ----- | ----- | ----- | ---- | ---- | -------- |
| Freguesia               |       |       |       |       |      |      | Votantes |
| Alfundão e Peroguarda   | 58,77 | 11,18 | 8,67  | 10,02 | 5,01 | 0,58 | 519      |
| Ferreira do Alentejo    | 42,88 | 17,57 | 15,86 | 11,45 | 5,68 | 1,42 | 2 043    |
| Figueira dos Cavaleiros | 53,88 | 19,88 | 9,94  | 8,70  | 2,02 | 0,78 | 644      |
| Odivelas                | 60,61 | 13,42 | 9,96  | 5,63  | 3,46 | 1,30 | 231      |
| Ferreira do Alentejo    | 48,53 | 16,76 | 13,27 | 10,33 | 4,74 | 1,16 | 3 437    |

### Mértola
| Partido                 | Partido                        | Votos | %               | +/-  |
| ----------------------- | ------------------------------ | ----- | --------------- | ---- |
|                         | Partido Socialista             | 1 595 | 47,11 / 100,00  | 0,61 |
|                         | Coligação Democrática Unitária | 792   | 23,39 / 100,00  | 3,69 |
|                         | Partido Social Democrata       | 450   | 13,29 / 100,00  | 4,24 |
|                         | CHEGA                          | 221   | 6,53 / 100,00   | 5,93 |
|                         | Bloco de Esquerda              | 91    | 2,69 / 100,00   | 4,28 |
|                         | Iniciativa Liberal             | 35    | 1,03 / 100,00   | 0,76 |
|                         | Outros (com menos de 1,00%)    | 109   | 3,19 / 100,00   |      |
| Votos Inválidos         | Votos Inválidos                | 93    | 2,75 / 100,00   | 1,61 |
| Total                   | Total                          | 3 386 | 100,00 / 100,00 |      |
| Eleitorado/Participação | Eleitorado/Participação        | 5 803 | 58,35 / 100,00  | 2,88 |

| Freguesia                 | %     | %     | %     | %     | %    | %    | Votantes |
| Freguesia                 | PS    | CDU   | PSD   | CH    | BE   | IL   | Votantes |
| ------------------------- | ----- | ----- | ----- | ----- | ---- | ---- | -------- |
| Freguesia                 |       |       |       |       |      |      | Votantes |
| Alcaria Ruiva             | 47,67 | 25,58 | 14,53 | 5,52  | 1,45 | 1,45 | 344      |
| Corte do Pinto            | 53,08 | 19,23 | 6,92  | 10,77 | 3,33 | 1,03 | 390      |
| Espírito Santo            | 53,75 | 19,38 | 15,00 | 5,00  | 3,13 | 1,88 | 160      |
| Mértola                   | 46,26 | 22,50 | 14,61 | 6,22  | 3,42 | 0,91 | 1 431    |
| São Miguel do Pinheiro    | 53,85 | 22,84 | 11,42 | 3,26  | 1,63 | 0,70 | 429      |
| Santana de Cambas         | 46,61 | 20,05 | 15,72 | 7,05  | 1,90 | 1,08 | 369      |
| São João dos Caldeireiros | 27,76 | 39,54 | 12,55 | 8,75  | 1,90 | 1,14 | 263      |
| Mértola                   | 47,11 | 23,39 | 13,29 | 6,53  | 2,69 | 1,03 | 3 386    |

### Moura
| Partido                 | Partido                        | Votos  | %               | +/-   |
| ----------------------- | ------------------------------ | ------ | --------------- | ----- |
|                         | Partido Socialista             | 2 582  | 43,61 / 100,00  | 1,36  |
|                         | CHEGA                          | 1 079  | 18,22 / 100,00  | 13,54 |
|                         | Coligação Democrática Unitária | 961    | 16,23 / 100,00  | 4,48  |
|                         | Partido Social Democrata       | 820    | 13,85 / 100,00  | 1,36  |
|                         | Bloco de Esquerda              | 139    | 2,35 / 100,00   | 4,92  |
|                         | Iniciativa Liberal             | 87     | 1,47 / 100,00   | 1,32  |
|                         | Outros (com menos de 1,00%)    | 158    | 2,67 / 100,00   |       |
| Votos Inválidos         | Votos Inválidos                | 95     | 1,61 / 100,00   | 1,07  |
| Total                   | Total                          | 5 921  | 100,00 / 100,00 |       |
| Eleitorado/Participação | Eleitorado/Participação        | 12 000 | 49,34 / 100,00  | 6,67  |

| Freguesia                                         | %     | %     | %     | %     | %    | %    | Votantes |
| Freguesia                                         | PS    | CH    | CDU   | PSD   | BE   | IL   | Votantes |
| ------------------------------------------------- | ----- | ----- | ----- | ----- | ---- | ---- | -------- |
| Freguesia                                         |       |       |       |       |      |      | Votantes |
| Amareleja                                         | 39,17 | 19,88 | 22,13 | 9,47  | 2,49 | 0,95 | 845      |
| Póvoa de São Miguel                               | 46,93 | 29,33 | 4,80  | 11,20 | 1,07 | 1,07 | 375      |
| Safara e Santo Aleixo da Restauração              | 47,59 | 18,02 | 18,98 | 8,67  | 1,38 | 1,24 | 727      |
| Santo Agostinho e São João Batista e Santo Amador | 42,92 | 16,53 | 15,22 | 16,89 | 2,84 | 1,76 | 3 588    |
| Sobral da Adiça                                   | 48,96 | 19,95 | 18,65 | 7,51  | 0,52 | 0,78 | 386      |
| Moura                                             | 43,61 | 18,22 | 16,23 | 13,85 | 2,35 | 1,47 | 5 921    |

### Odemira
| Partido                 | Partido                        | Votos  | %               | +/-  |
| ----------------------- | ------------------------------ | ------ | --------------- | ---- |
|                         | Partido Socialista             | 5 246  | 47,12 / 100,00  | 2,66 |
|                         | Partido Social Democrata       | 1 828  | 16,42 / 100,00  | 2,51 |
|                         | Coligação Democrática Unitária | 1 361  | 12,22 / 100,00  | 2,92 |
|                         | CHEGA                          | 887    | 7,97 / 100,00   | 6,53 |
|                         | Bloco de Esquerda              | 554    | 4,98 / 100,00   | 6,00 |
|                         | Iniciativa Liberal             | 380    | 3,41 / 100,00   | 2,88 |
|                         | Pessoas–Animais–Natureza       | 132    | 1,19 / 100,00   | 1,35 |
|                         | LIVRE                          | 127    | 1,14 / 100,00   | 0,38 |
|                         | Outros (com menos de 1,00%)    | 316    | 2,84 / 100,00   |      |
| Votos Inválidos         | Votos Inválidos                | 303    | 2,72 / 100,00   | 1,63 |
| Total                   | Total                          | 11 134 | 100,00 / 100,00 |      |
| Eleitorado/Participação | Eleitorado/Participação        | 19 676 | 56,59 / 100,00  | 2,31 |

| Freguesia                  | %     | %     | %     | %     | %    | %    | %    | %    | Votantes |
| Freguesia                  | PS    | PSD   | CDU   | CH    | BE   | IL   | PAN  | L    | Votantes |
| -------------------------- | ----- | ----- | ----- | ----- | ---- | ---- | ---- | ---- | -------- |
| Freguesia                  |       |       |       |       |      |      |      |      | Votantes |
| Boavista dos Pinheiros     | 53,22 | 10,97 | 11,98 | 7,31  | 5,67 | 3,28 | 1,51 | 0,76 | 793      |
| Colos                      | 47,15 | 13,53 | 14,80 | 10,36 | 4,02 | 3,81 | 1,27 | 1,06 | 473      |
| Longueira / Almograve      | 35,40 | 22,45 | 9,12  | 11,50 | 6,39 | 7,85 | 0,18 | 1,28 | 548      |
| Luzianes-Gare              | 36,42 | 9,93  | 40,40 | 3,97  | 0,66 | 1,99 | 1,99 | 0,66 | 151      |
| Relíquias                  | 58,46 | 8,01  | 15,73 | 4,15  | 4,75 | 1,48 | 1,78 | 0,30 | 337      |
| Saboia                     | 55,70 | 16,55 | 6,49  | 9,17  | 3,58 | 1,12 | 2,01 | 0,22 | 447      |
| Santa Clara-a-Velha        | 58,72 | 15,70 | 8,72  | 5,81  | 2,03 | 1,74 | 1,16 | 0,58 | 344      |
| São Luís                   | 46,86 | 16,32 | 17,53 | 6,62  | 5,07 | 1,54 | 0,55 | 0,99 | 907      |
| São Martinho das Amoreiras | 59,29 | 13,99 | 8,65  | 5,34  | 3,31 | 0,76 | 0,25 | 0,76 | 393      |
| São Salvador e Santa Maria | 44,14 | 19,15 | 16,30 | 5,17  | 4,84 | 3,98 | 0,99 | 1,13 | 1 509    |
| São Teotónio               | 48,45 | 14,83 | 10,51 | 7,93  | 5,11 | 3,41 | 1,11 | 1,74 | 2 522    |
| Vale de Santiago           | 50,96 | 13,28 | 14,99 | 9,85  | 2,78 | 1,93 | 0,86 | 1,07 | 467      |
| Vila Nova de Milfontes     | 41,02 | 20,33 | 8,87  | 10,30 | 6,29 | 4,55 | 1,69 | 1,16 | 2 243    |
| Odemira                    | 47,12 | 16,42 | 12,22 | 7,97  | 4,98 | 3,41 | 1,19 | 1,14 | 11 134   |

### Ourique
| Partido                 | Partido                        | Votos | %               | +/-  |
| ----------------------- | ------------------------------ | ----- | --------------- | ---- |
|                         | Partido Socialista             | 1 084 | 43,66 / 100,00  | 1,28 |
|                         | Partido Social Democrata       | 779   | 31,37 / 100,00  | 6,72 |
|                         | Coligação Democrática Unitária | 199   | 8,01 / 100,00   | 5,05 |
|                         | CHEGA                          | 179   | 7,21 / 100,00   | 5,53 |
|                         | Bloco de Esquerda              | 57    | 2,30 / 100,00   | 4,33 |
|                         | Iniciativa Liberal             | 41    | 1,65 / 100,00   | 1,32 |
|                         | Pessoas–Animais–Natureza       | 27    | 1,09 / 100,00   | 0,67 |
|                         | Outros (com menos de 1,00%)    | 60    | 2,42 / 100,00   |      |
| Votos Inválidos         | Votos Inválidos                | 57    | 2,30 / 100,00   | 2,74 |
| Total                   | Total                          | 2 483 | 100,00 / 100,00 |      |
| Eleitorado/Participação | Eleitorado/Participação        | 4 225 | 58,77 / 100,00  | 2,29 |

| Freguesia            | %     | %     | %     | %    | %    | %    | %    | Votantes |
| Freguesia            | PS    | PSD   | CDU   | CH   | BE   | IL   | PAN  | Votantes |
| -------------------- | ----- | ----- | ----- | ---- | ---- | ---- | ---- | -------- |
| Freguesia            |       |       |       |      |      |      |      | Votantes |
| Garvão e Santa Luzia | 42,73 | 29,50 | 11,28 | 6,94 | 1,74 | 2,17 | 1,30 | 461      |
| Ourique              | 42,44 | 32,97 | 6,58  | 7,38 | 2,02 | 1,88 | 1,30 | 1 383    |
| Panoias e Conceição  | 47,32 | 22,15 | 16,78 | 6,71 | 4,03 | 1,01 | 0,67 | 298      |
| Santana da Serra     | 46,63 | 35,48 | 1,76  | 7,33 | 2,64 | 0,59 | 0,29 | 341      |
| Ourique              | 43,66 | 31,37 | 8,01  | 7,21 | 2,30 | 1,65 | 1,09 | 2 483    |

### Serpa
| Partido                 | Partido                        | Votos  | %               | +/-   |
| ----------------------- | ------------------------------ | ------ | --------------- | ----- |
|                         | Partido Socialista             | 2 657  | 37,96 / 100,00  | 3,73  |
|                         | Coligação Democrática Unitária | 1 913  | 27,33 / 100,00  | 6,21  |
|                         | Partido Social Democrata       | 926    | 13,23 / 100,00  | 1,61  |
|                         | CHEGA                          | 859    | 12,27 / 100,00  | 10,13 |
|                         | Bloco de Esquerda              | 184    | 2,63 / 100,00   | 4,06  |
|                         | Iniciativa Liberal             | 113    | 1,61 / 100,00   | 1,23  |
|                         | Outros (com menos de 1,00%)    | 233    | 3,33 / 100,00   |       |
| Votos Inválidos         | Votos Inválidos                | 114    | 1,63 / 100,00   | 1,83  |
| Total                   | Total                          | 6 999  | 100,00 / 100,00 |       |
| Eleitorado/Participação | Eleitorado/Participação        | 12 457 | 56,19 / 100,00  | 4,94  |

| Freguesia                              | %     | %     | %     | %     | %    | %    | Votantes |
| Freguesia                              | PS    | CDU   | PSD   | CH    | BE   | IL   | Votantes |
| -------------------------------------- | ----- | ----- | ----- | ----- | ---- | ---- | -------- |
| Freguesia                              |       |       |       |       |      |      | Votantes |
| Brinches                               | 43,06 | 26,39 | 9,95  | 13,89 | 2,78 | 0,46 | 432      |
| Pias                                   | 27,30 | 46,58 | 6,85  | 11,01 | 2,52 | 1,49 | 1 271    |
| Serpa (Salvador e Santa Maria)         | 41,89 | 15,80 | 17,56 | 13,57 | 3,24 | 2,30 | 2 779    |
| Vila Nova de São Bento e Vale de Vargo | 34,03 | 33,04 | 12,10 | 12,65 | 2,21 | 0,94 | 1 810    |
| Vila Verde de Ficalho                  | 48,66 | 24,05 | 12,59 | 7,50  | 1,41 | 1,56 | 707      |
| Serpa                                  | 37,96 | 27,33 | 13,23 | 12,27 | 2,63 | 1,61 | 6 999    |

### Vidigueira
| Partido                 | Partido                        | Votos | %               | +/-  |
| ----------------------- | ------------------------------ | ----- | --------------- | ---- |
|                         | Partido Socialista             | 1 213 | 46,42 / 100,00  | 2,50 |
|                         | Coligação Democrática Unitária | 537   | 20,55 / 100,00  | 3,07 |
|                         | Partido Social Democrata       | 332   | 12,71 / 100,00  | 0,77 |
|                         | CHEGA                          | 272   | 10,41 / 100,00  | 8,70 |
|                         | Bloco de Esquerda              | 68    | 2,60 / 100,00   | 4,62 |
|                         | Iniciativa Liberal             | 45    | 1,72 / 100,00   | 1,28 |
|                         | Outros (com menos de 1,00%)    | 90    | 3,44 / 100,00   |      |
| Votos Inválidos         | Votos Inválidos                | 56    | 2,14 / 100,00   | 1,71 |
| Total                   | Total                          | 2 613 | 100,00 / 100,00 |      |
| Eleitorado/Participação | Eleitorado/Participação        | 4 621 | 56,55 / 100,00  | 8,40 |

| Freguesia      | %     | %     | %     | %     | %    | %    | Votantes |
| Freguesia      | PS    | CDU   | PSD   | CH    | BE   | IL   | Votantes |
| -------------- | ----- | ----- | ----- | ----- | ---- | ---- | -------- |
| Freguesia      |       |       |       |       |      |      | Votantes |
| Pedrógão       | 47,44 | 36,75 | 3,63  | 5,56  | 2,35 | 1,50 | 468      |
| Selmes         | 55,43 | 18,00 | 5,71  | 11,71 | 3,43 | 1,43 | 350      |
| Vidigueira     | 41,82 | 16,65 | 18,30 | 12,70 | 2,91 | 1,57 | 1 339    |
| Vila de Frades | 51,97 | 17,32 | 10,96 | 7,68  | 1,32 | 2,63 | 456      |
| Vidigueira     | 46,42 | 20,55 | 12,71 | 10,41 | 2,60 | 1,72 | 2 613    |

## Lista de Deputados Eleitos
A lista apresentada é conforme a aplicação do Método D'Hondt:
| N.º | Nome                  | Partido | Partido                        | Quociente |
| --- | --------------------- | ------- | ------------------------------ | --------- |
| 1   | Pedro do Carmo        |         | Partido Socialista             | 29533     |
| 2   | Nelson Domingos Brito |         | Partido Socialista             | 14766,5   |
| 3   | João Dias             |         | Coligação Democrática Unitária | 12442     |